# Takahiro Ógihara
Takahiro Ógihara (* 5. října 1991) je japonský fotbalista.

## Reprezentační kariéra
Takahiro Ógihara odehrál 1 reprezentační utkání. S japonskou reprezentací se zúčastnil Letních olympijských her 2012.

## Statistiky
| Japonsko | Japonsko | Japonsko |
| Roky     | Záp.     | Góly     |
| -------- | -------- | -------- |
| 2013     | 1        | 0        |
| Celkem   | 1        | 0        |